# جارديا بيرتيكارا
جارديا بيرتيكارا (بالإيطالية: Guardia Perticara)‏ هي بلدية في مقاطعة بوتنسا في إقليم بازيليكاتا الإيطالي.

## السكان
في سنة 1861 بلغ عدد السكان 1٬707 نسمة، وتطور العدد ليصل في سنة 2011 لـ 580 نسمة.
يظهر هذا المخطط البياني تطور النمو السكاني لـ جارديا بيرتيكارا